# ヤシン・カスミ
ヤシン・カスミ（Yacine Qasmi、1991年1月3日 - ）は、フランス・ポントワーズ出身のサッカー選手。SDエイバル所属。ポジションはFW。

## クラブ経歴
1998年にパリ・サンジェルマンFCのアカデミーに入団するもトップチーム出場1試合に終わり、同クラブ退団以降は、スタッド・レンヌやヘタフェCFのBチームを渡り歩いた。2019年2月6日、エルチェCFに約300万ユーロで移籍し、同月24日、レアル・オビエドとのリーグ戦に出場したことで27歳にしてプロデビューを果たした。
2020年1月31日、ラージョ・バジェカーノと2年半契約を交わした。
2022年1月29日、CDレガネスと1年半契約を交わした。